# Brandy

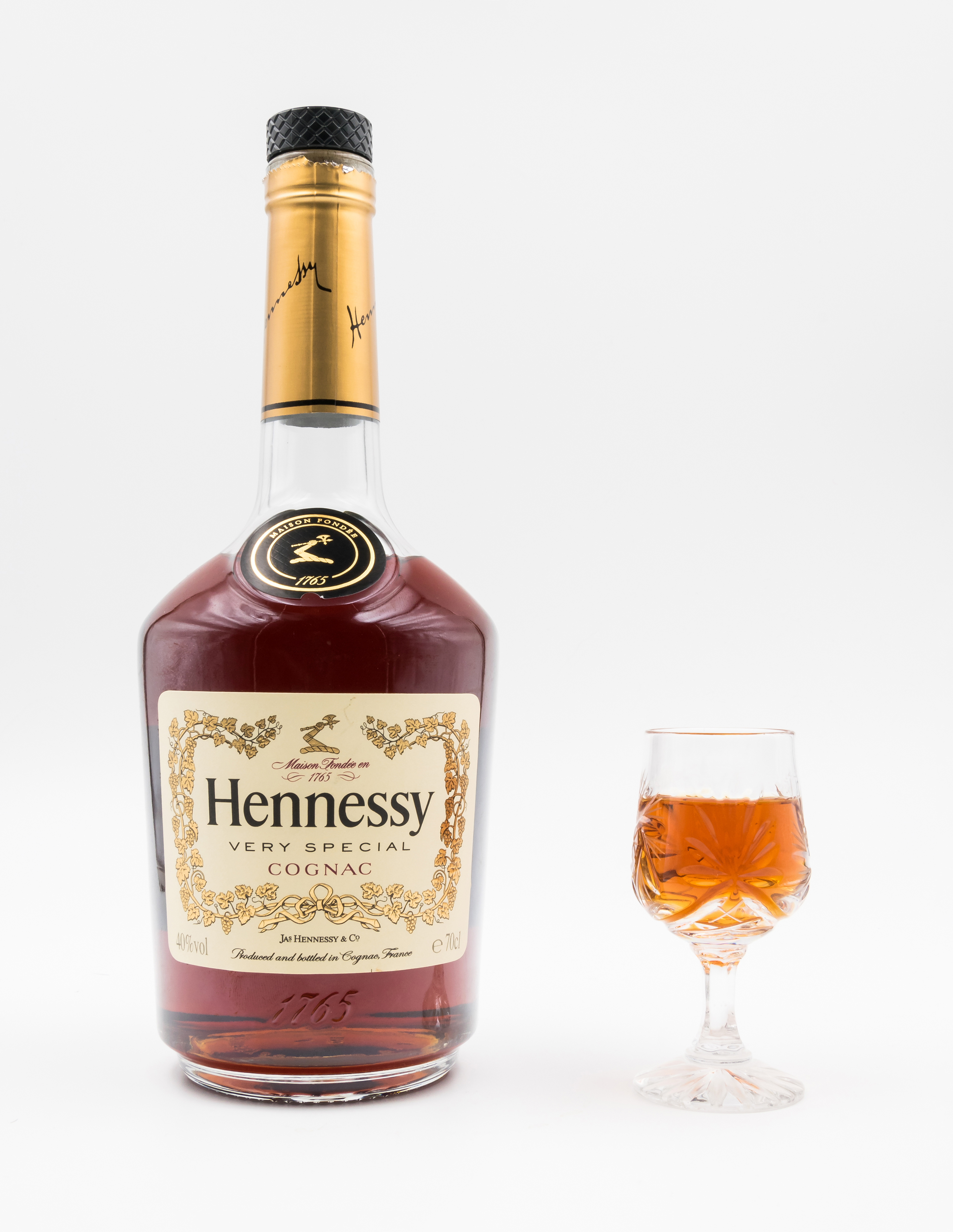
Brandy Hennessy V.S.

Brandy (pol. wypalanka, winiak) – napój alkoholowy (wytrawna wódka) destylowany z wina, głównie gronowego. Brandy może być destylowana również z wina owocowego, wówczas jednak powinna być odpowiednio oznaczona, np. Cherry Brandy – brandy wiśniowa itp.
Nazwa pochodzi od holenderskiego słowa brandewijn („destylowane wino”). Staropolska, do dziś poprawna i używana nazwa brandy to wypalanka. Tak określa się wódki destylowane w tradycyjny sposób, „wypalane” w aparatach destylacyjnych, a już nie wódki rektyfikowane. Niekiedy nazywana jest również błędnie przepalanką, mimo że termin odnosi się do destylatów produkowanych na bazie karmelu.
Winiakami są francuskie koniaki, armagnac i calvados, włoska grappa i jej odpowiedniki – hiszp. orujo, fr. marc. Do najbardziej cenionych napojów tego typu należą hiszpańskie brandy oraz włoski vecchia romagna i portugalski aguardente.